# Милтон (Масачусетс)
Милтон (енгл. Milton) насељено је место без административног статуса у америчкој савезној држави Масачусетс.

## Демографија
По попису из 2010. године број становника је 27.003, што је 941 (3,6%) становника више него 2000. године.
|                   | 2010.           | 2000.           |
| Укупно            | 27 003 (100,0%) | 26 062 (100,0%) |
| Белци             | 20 489 (75,88%) | 21 985 (84,36%) |
| Афроамериканци    | 3 872 (14,34%)  | 2 666 (10,23%)  |
| Азијати           | 1 118 (4,140%)  | 531 (2,037%)    |
| Хиспаноамериканци | 881 (3,263%)    | 450 (1,727%)    |
| Остали            | 643 (2,381%)    | 430 (1,650%)    |